# بيغ جاك أرمسترونغ
بيغ جاك أرمسترونغ (بالإنجليزية: Big Jack Armstrong)‏ هو دي جيه أمريكي، ولد في 4 ديسمبر 1945، وتوفي في 21 مارس 2008.